# Арбах
Арбах (нем. Arbach) — община в Германии, в земле Рейнланд-Пфальц.
Входит в состав района Вульканайфель. Подчиняется управлению Кельберг. Население составляет 136 человек (на 31 декабря 2010 года). Занимает площадь 4,40 км².